# Nakadžima C6N
Nakadžima C6N Saiun (japonsky: 中島 C6N 彩雲, Nakadžima C6N Malovaný mrak; spojenecké kódové označení: Myrt) byl palubní průzkumný letoun japonského císařského námořního letectva během druhé světové války. Bylo to nejrychlejší japonské palubní letadlo uvedené za války do služby.

## Vývoj
C6N mělo svůj původ v požadavku námořnictva z roku 1942 na průzkumný letoun s nejvyšší rychlostí 650 km/h a s doletem 4 630 km. Původní návrh firmy Nakadžima, označený N-50, počítal s použitím dvou spřažených motorů (každý o výkonu 1 000 k) umístěných v trupu a pohánějících dvě vrtule na křídle. Ale poté, co byl k dispozici nový motor Nakadžima Homare o výkonu 2 000 k, se Nakadžima rozhodla pro konvenčnější, jednomotorovou koncepci. Později se ukázalo, že výkon motoru Homare byl nižší než očekávaný, a tak musel být design letounu znovu upravován.
Výsledkem byl letoun s dlouhým a velice štíhlým, válcovitým trupem, jehož průměr jen o velmi málo přesahoval průměr motoru. Posádku tvořili tři letci, kteří seděli za sebou pod dlouhým krytem kabiny. Stejně jako u dřívějšího typu od firmy Nakadžima, torpédového bombardéru B6N Tenzan, bylo směrové kormidlo nakloněno směrem dopředu, aby se letoun lépe vměstnal do stísněných prostor na letadlových lodích. Vysoká přistávací rychlost způsobená malým křídlem byla zmírňována pomocí hydraulických náběžných klapek a Fowlerových klapek.

## Služba
První let Saiun vykonal 15. května 1943 a dosáhl při něm rychlosti 639 km/h. I když byl letoun konstruován pro službu na letadlových lodích, v době, kdy vstoupil do služby (září 1944), jich zbylo Japonsku jen několik, a tak většinou operoval z pozemních základen. Rychlost letounu dobře ilustruje telegram zaslaný po jedné úspěšné misi: „Žádný Grumman nás nemůže chytit.“ („我に追いつくグラマンなし“).
Celkem bylo vyrobeno 463 kusů.
V době, kdy americké letectvo začalo bombardovat samotné Japonsko, vyvstala potřeba výkonného nočního stíhacího letounu. Nakadžima proto vyráběla noční stíhací verzi C6N1-S, v které třetího člena posádky nahradily dva 20mm kanóny střílející šikmo vzhůru (viz také Schräge Musik). 
Saiun byl posledním japonským letadlem sestřeleným za 2. světové války. Stalo se tak 15. srpna 1945.

## Specifikace (C6N1)

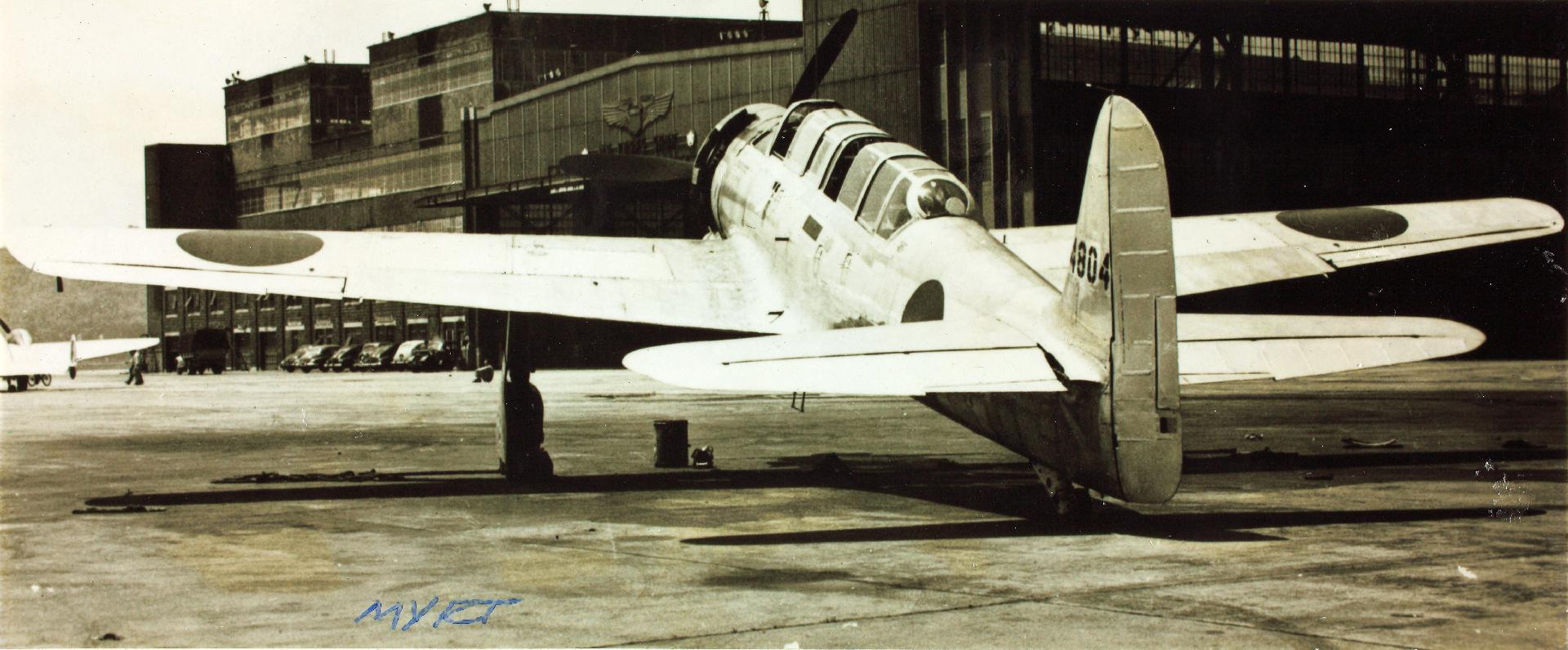
Nakadžima C6N

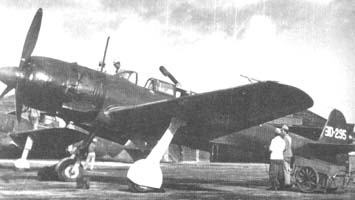
Nakadžima C6N1-S

### Technické údaje
- Posádka: 3 (pilot, navigátor/pozorovatel, radista/střelec)
- Délka: 11,00 m
- Rozpětí: 12,50 m
- Výška: 3,95 m
- Plocha křídel: 25,5 m²
- Prázdná hmotnost: 2 968 kg
- Plná hmotnost: 4 500 kg
- Maximální vzletová hmotnost: 5 260 kg
- Plošné zatížení: 176 kg/m²
- Pohonná jednotka: 1x osmnáctiválcový hvězdicový motor Nakadžima Homare 11
- Výkon pohonné jednotky: 1 485 kW (1 990 k)

### Výkony
- Maximální rychlost: 610 km/h
- Dolet: 5 310 km
- Dostup: 10 740 m
- Stoupavost: 736 m/min
- Poměr výkon/hmotnost: 0,33 kW/kg

### Výzbroj
- 1x pohyblivý kulomet typu 2 ráže 7,92 mm